# Mandy (Barry Manilow)

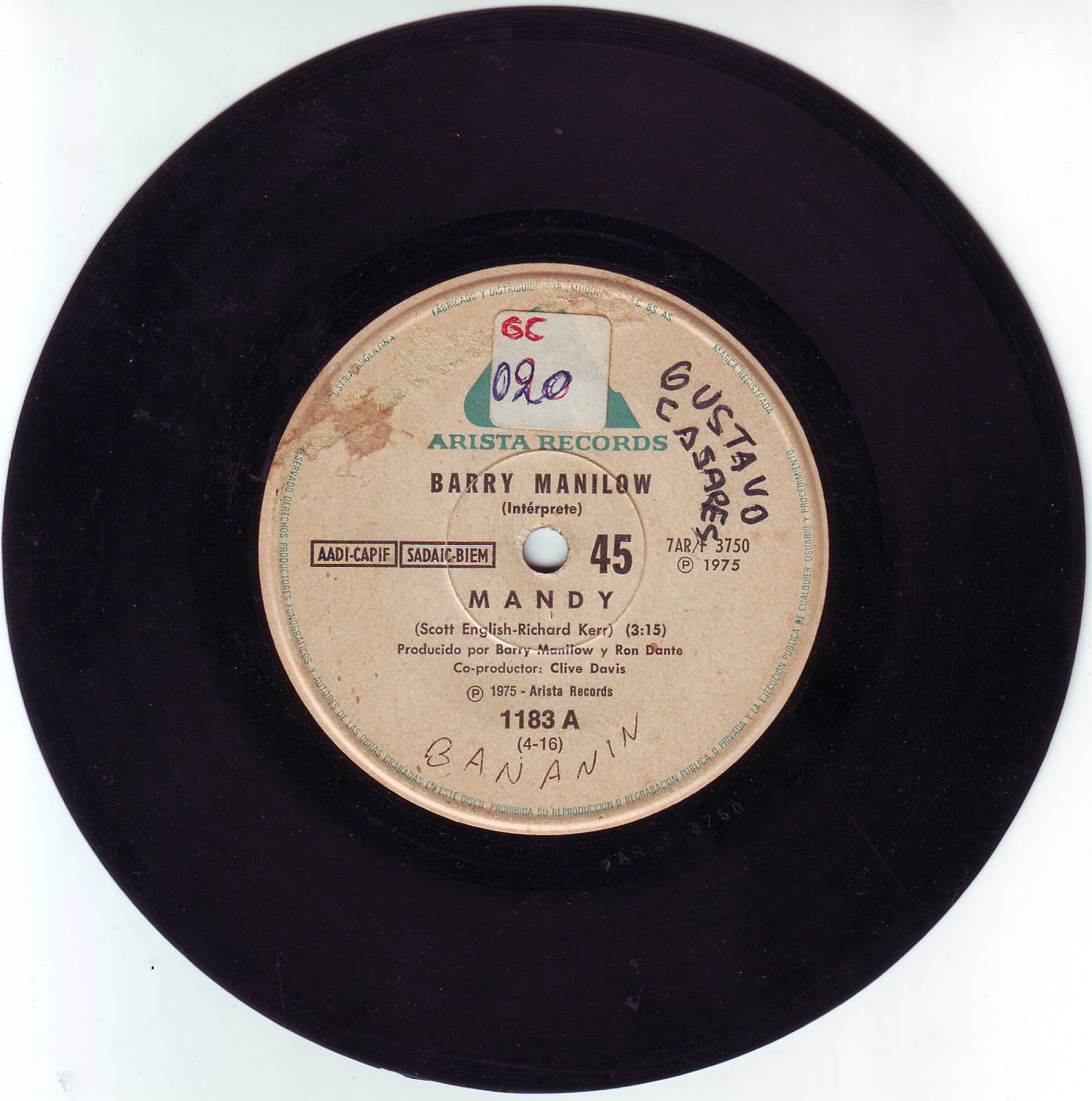

Mandy è un romantico brano pop del 1974, interpretato dal cantante statunitense Barry Manilow e inserita nell'album Barry Manilow II e in raccolte successive. Si tratta di una delle canzoni degli anni settanta più riproposte dalle radio e TV americane.
La canzone "riprese" un brano del 1971, scritto dal cantante statunitense Scott English (che ne fu anche interprete) e dal britannico Richard Kent (autore delle musiche) e che portava il titolo di Brandy, brano che aveva avuto un buon successo nel Regno Unito.
Il singolo raggiunge la prima posizione nella Billboard Hot 100 e in Canada, e la sesta in Irlanda.

## Testo
Il testo parla di un uomo pentito di aver lasciato andare la propria donna, della quale rimpiange i baci e della quale soltanto ora si accorge di avere realmente bisogno. Osservando lo sguardo felice delle persone che gli passano davanti, si rende finalmente conto, anche se ormai tardi, di quanto fosse stato felice con la sua donna, di nome Mandy.

## Cover
Della canzone sono state incise diverse cover: nel 1975, Patty Pravo la incide in italiano col titolo Rispondi, nel suo LP Incontro. Un'altra versione cover in italiano, intitolata "Sbagli", è interpretata dal cantante Giulio Di Dio. Tra quelle più recenti, si annovera la versione interpretata dal gruppo irlandese Westlife e inserita nel loro album Turnaround (2003), mentre nel 1994, Francesca Pettinelli ne ha eseguita una molto ritmata, inserita nell'album Dance with Francesca. Da ricordare, inoltre, la versione strumentale del celebre pianista Richard Clayderman.

## Citazioni
- La canzone è stata inserita in una scena di Tu, io e Dupree, film del 2006 con Owen Wilson, Matt Dillon e Kate Hudson. Nella scena che si svolge in una serata di pioggia (nella canzone si parla di una pioggia gelida come il ghiaccio), Dupree (Owen Wilson), seduto tutto solo in una panchina, ascolta questa canzone, ripensando alla propria ex ragazza (più volte da lui menzionata nel film), che si chiamava appunto Mandy.
- Il brano è riproposto nel 10º episodio della sesta stagione della sitcom Will & Grace, I fan Manilow. Nell'episodio appare lo stesso Barry Manilow in un cameo.
- Mandy è presente più volte anche nella serie televisiva Angel. In più occasioni, il protagonista Angel ascolta e canta questo brano.
- La canzone è presente anche nel film Giovani, pazzi e svitati del 1998.
- Mandy viene inoltre "storpiata" da Homer Simpson in un episodio dei Simpson, quando si innamora di una sua nuova collega di nome Mindy.
- Nel 9º episodio della sesta stagione dei Griffin, Furto d'identità, Peter e i suoi amici vanno a un concerto di Barry Manilow; qui il cantante invita Quagmire a salire sul palco per cantare Mandy combinata col suo nome (oh Quagmire...).
- Mandy è citata nel libro "Black Romeo" di Carmen Gueye.
- La canzone è presente nel quinto episodio della prima stagione della serie Too Old to Die Young di Nicolas Winding Refn del 2019.